# Thai Smile
Thai Smile Airways Company Limited (in thailandese ไทยสมายล์แอร์เวย์) è stata una compagnia aerea low-cost tailandese fino al 31 dicembre 2023 quando fu integrata all’interno di Thai Airways, con hub principale l'Aeroporto Internazionale di Bangkok-Suvarnabhumi.
Creata nel 2011, la compagnia opera voli regionali e internazionali sotto il nome di Thai Smile. La compagnia è una sussidiaria della Thai Airways che ne detiene l'intero pacchetto azionario.
La compagnia aerea, nel febbraio 2020, diventa connecting partner di Star Alliance.

## Storia

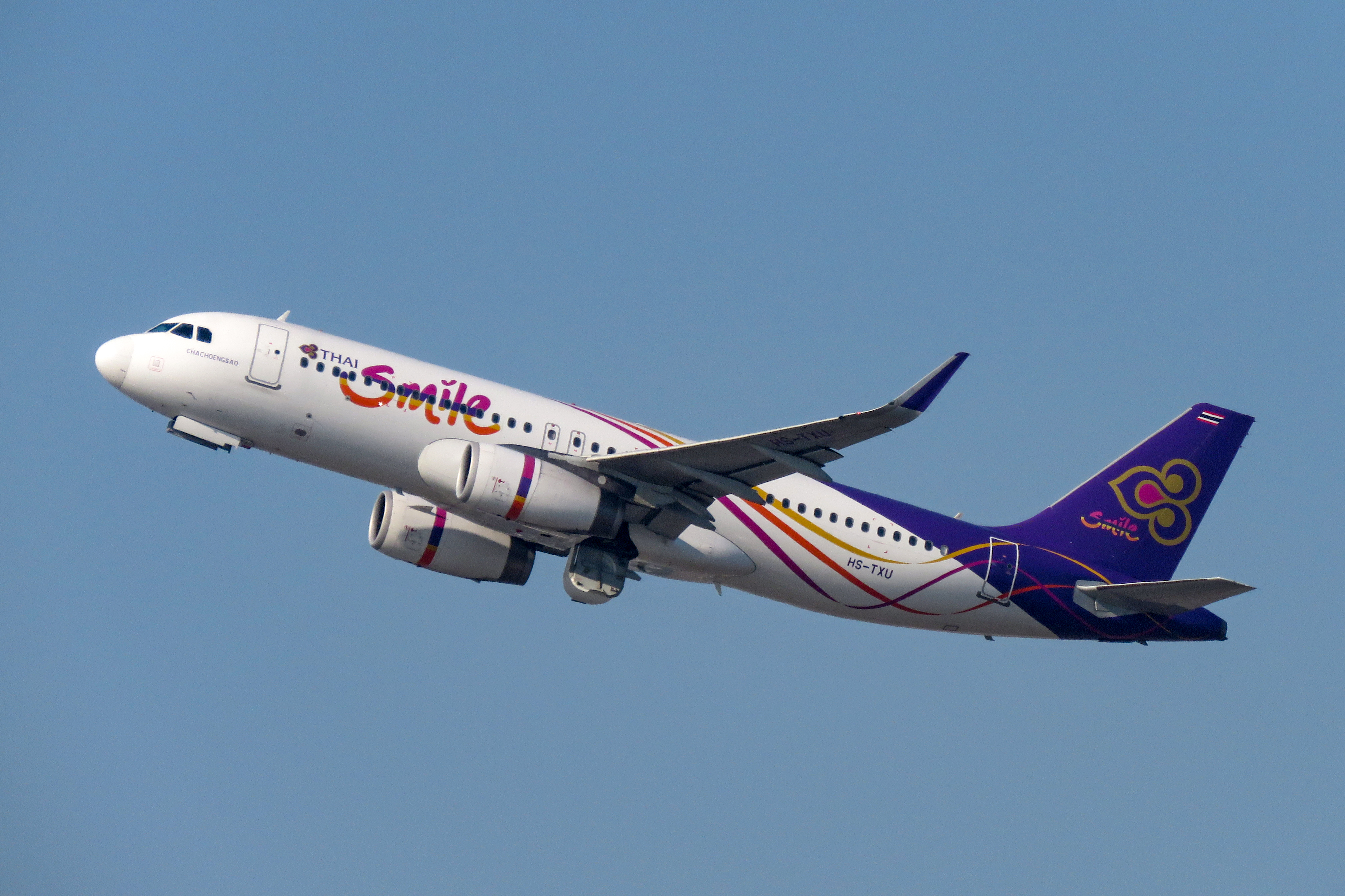
Un Airbus A320-200 in fase di decollo dall'Aeroporto Internazionale di Bangkok-Suvarnabhumi.

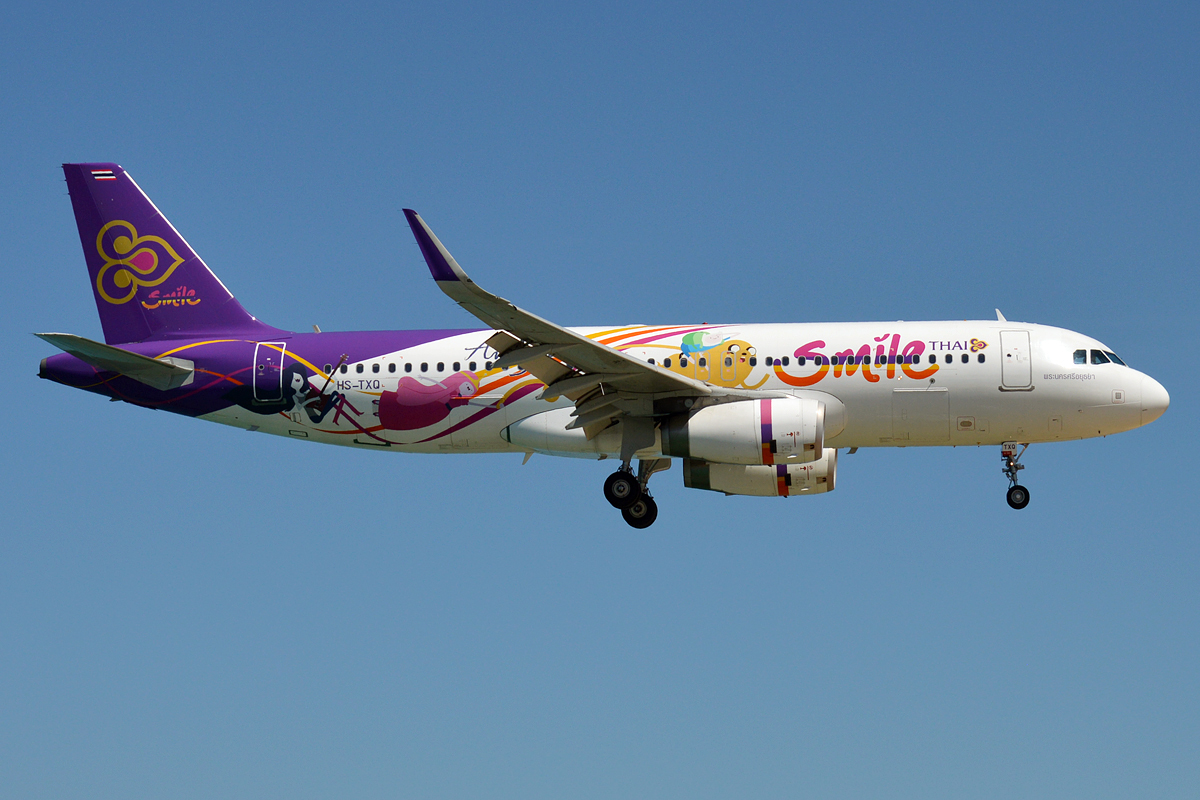
Un Airbus A320-200 in livrea Adventure Time in fase di atterraggio all'Aeroporto Internazionale di Phuket.

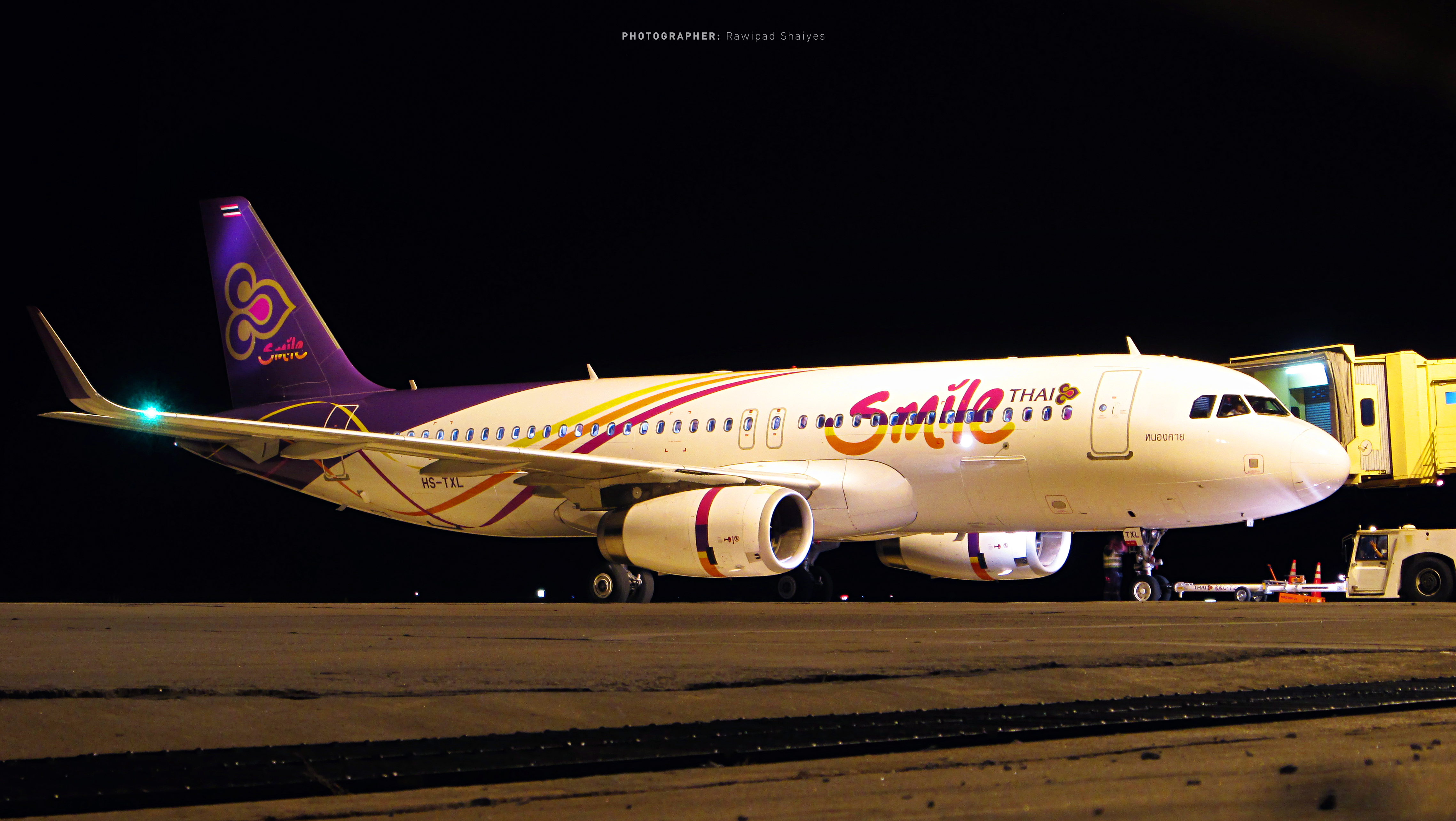
Un Airbus A320-200 sulla pista dell'Aeroporto di Khon Kaen.

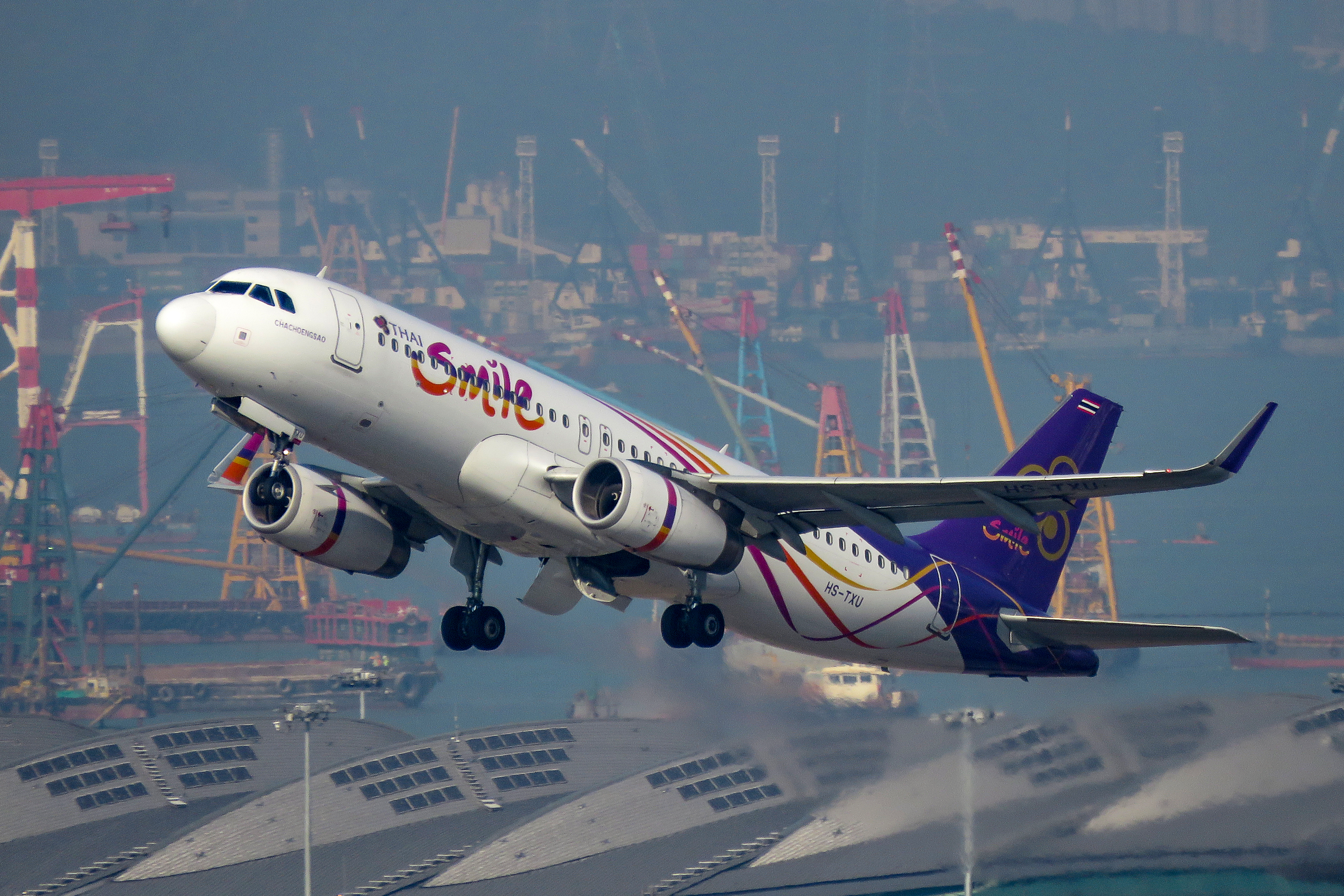
Un Airbus A320-200 in fase di decollo dall'Aeroporto Internazionale di Hong Kong.

Thai Airways e Tigerair avevano dato vita ad una joint venture nel 2010 con il nome Thai Tiger. Tuttavia tale progetto non prese mai vita poiché dopo un anno il governo tailandese non aveva ancora rilasciato la licenza alla compagnia; a causa di ciò il progetto venne abbandonato nel 2011. Dopo qualche mese Thai Airways riprese il progetto, questa volta soprannominato Thai Wings. Il 19 agosto 2011 viene annunciata la nascita della Thai Smile Airways Company Ltd, con le operazioni che avranno inizio nell'agosto 2012. Il nome Thai Smile fu scelto da un pool di 2.229 persone durante un concorso per nominare la compagnia aerea. Il capitale azionario di Thai Smile Airways è di 1,8 miliardi di baht.
Nel febbraio 2023 fu annunciato dai vertici del gruppo Thai Airways che la sussidiaria Thai Smile avrebbe cessato le operazioni di volo nel dicembre dello stesso anno, per poi essere completamente integrata all’interno di Thai Airways. Questa decisione è stata presa al fine di ridurre le ingenti perdite delle piccola sussidiaria, che nel 2022 aveva perdite per 4,24 miliardi di baht. Tutte le operazioni di volo sono cessate il 31 dicembre 2023, mentre tutti gli aeromobili e gli impiegati sono stati assorbiti da Thai Airways a partire dal 1 gennaio 2024.

## Destinazioni
Thai Smile serviva circa 30 destinazioni in 9 paesi dell'Asia.
 Cambogia:
- Phnom Penh
- Siem Reap

 Cina:
- Changsha
- Chongqing
- Zhengzhou

 Hong Kong
 India:
- Ahmedabad
- Gaya
- Jaipur
- Kolkata
- Lucknow
- Mumbai
- Varanasi

 Laos:
- Luang Prabang
- Vientiane

 Malaysia:
- Kuala Lumpur
- Penang

 Birmania:
- Mandalay
- Yangon

 Taiwan
 Thailandia:
- Chiang Mai
- Chiang Rai
- Hat Yai
- Khon Kaen
- Krabi
- Narathiwat
- Phuket
- Surat Thani
- Ubon Ratchathani
- Udon Thani

## Flotta
La flotta di Thai Smile, a dicembre 2023, aveva un'età media di 9 anni ed era composta dai seguenti aeromobili:

## Programma fedeltà
I clienti di Thai Smile godevano dello stesso programma frequent flyer di Thai Airways, il Royal Orchid Plus, che consentiva ai clienti di accumulare miglia per riscattare vari premi a scelta.

## Servizi

### Cabina
Gli aerei della Thai Smile operavano con una configurazione di cabina a 2 classi: Smile Economy e Smile Plus.

#### Smile Plus
La Smile Plus era disponibile solo su alcuni Airbus A320-200 in flotta. I sedili sono leggermente più spaziosi rispetto a quelli in Smile Economy. Inoltre tutti i passeggeri beneficiavano gratuitamente di un bagaglio di 30 kg sui voli domestici e di 40 kg sui voli internazionali.

#### Smile Economy
La Smile Economy era disposta in configurazione 3-3. Tutti i passeggeri beneficiavano gratuitamente di un bagaglio di 20 kg sui voli domestici e 30 kg sui voli internazionali.

### Pasti a bordo
Thai Smile offriva a tutti i suoi passeggeri pasti e bevande, sia sui voli domestici che su quelli internazionali. Ai passeggeri in Smile Plus veniva offerto un pasto completo con in aggiunta una bevanda alcolica o analcolica a scelta. Mentre ai passeggeri in Smile Economy venivano serviti in genere due panini accompagnati da una bottiglietta d'acqua.

## Curiosità
Thai Smile era sponsor ufficiale di Thai Honda Ladkrabang e Ratchaburi Mitr Phol.

## Accordi commerciali
Thai Smile aveva accordi di code sharing con le seguenti compagnie aeree:
| - Aegean - Avianca - Air Canada - Air China - Air India | - Air New Zealand - All Nippon Airways - Asiana Airlines - American airlines - Austrian Airlines - Brussels Airlines | - Copa Airlines - Croatia Airlines - EgyptAir - Ethiopian Airlines - EVA Air | - LOT Polish - Lufthansa - Scandinavian Airlines - Shenzen Airlines - Singapore Airlines | - South African Airways - Swiss International Air Lines - TAP Air Portugal - Thai Airways - Turkish Airlines | - United Airlines |

## Incidenti
Di seguito si citano gli incidenti con o senza conseguenze rilevanti a passeggeri ed equipaggio, nonché strutturali del velivolo coinvolto:
- 28 settembre 2015: il volo Thai Smile 273, un Airbus A320-200, diretto verso Hat Yai da Bangkok, dopo il decollo ha avuto un problema di pressurizzazione della cabina che ha costretto l'equipaggio a tornare a Bangkok.[14]
- 25 gennaio 2016: il volo Thai Smile 165, un Airbus A320-200, diretto verso Chiang Mai da Bangkok, durante il volo ha avuto un guasto al motore sinistro che costringe il pilota ad un atterraggio di emergenza all'Aeroporto Internazionale di Bangkok-Suvarnabhumi.[15]
- 19 aprile 2017: il volo Thai Smile 291, un Airbus A320-200, diretto verso Narathiwat da Bangkok, durante il rullaggio è stato urtato da un veicolo aeroportuale che ha danneggiato la fusoliera. Il velivolo è stato riparato e rimesso in servizio il 25 aprile successivo.[16]
- 8 dicembre 2018:, il volo Thai Smile 426, un Airbus A320-200, diretto verso Bangkok da Penang, mentre si avvicinava all'aeroporto ha incontrato forti turbolenze che hanno causato lievi lesioni a due passeggeri e tre membri dell'equipaggio.[17]
- 9 gennaio 2019: il volo Thai Smile 137, un Airbus A320-200, diretto a Bangkok da Chiang Rai, ha dovuto interrompere la salita poiché il portellone di carico non era chiuso correttamente.[18]
- 22 aprile 2019: il volo Thai Smile 50, un Airbus A320-200, diretto verso Khon Kaen da Bangkok, durante il viaggio si è imbattuto in una turbolenza che ha causato alcune gravi lesioni a qualche passeggero. L'aereo è successivamente atterrato in sicurezza all'Aeroporto di Khon Kaen.[19]